# Lee Tergesen
Lee Allen Tergesen (nacido el 8 de julio de 1965) es un actor estadounidense. Es conocido por sus papeles en  Weird Science , como Tobias Beecher en el drama carcelario de HBO  Oz , y como Evan Wright en  Generation Kill,  así como estrella invitada en muchas otras series.

## Primeros años
Tergesen nació en Connecticut y se graduó de Valley Regional High School en las cercanías de Deep River. Se mudó a Nueva York para intentar convertirse en actor. Se graduó del programa de dos años de la American Musical and Dramatic Academy (AMDA) en Manhattan, donde, de 1986 a 1989, trabajó en el Empire Diner. "No era un gran camarero. Era gracioso, pero sin mucha actitud", dijo a la revista Rosie en marzo de 2002. Agregó: "El lugar es como un vórtice para mí ". Conoció a Tom Fontana, el futuro creador de Oz, en el restaurante.
Hizo algún trabajo escénico durante este tiempo. "Estuve haciendo jugadas todo el tiempo, pero no hay dinero en ello", dijo Tergesen en un artículo de 1995 en Los Angeles Times. "Después de la graduación, pensé que me ganaría la vida con eso". Fue a Los Ángeles para ayudar a Fontana a mudarse a su casa. Mientras cenaba en un restaurante al día siguiente de llegar a Los Ángeles, California, un director de casting y amigo de Fontana le preguntó a Lee si era actor. "Me dijo que había un papel en esta película y en ese momento, no podía imaginarme qué podría ser", dijo Tergesen al L.A. Times. La película resultó ser Point Break, protagonizada por Keanu Reeves y Patrick Swayze. "Fue el principio en el que nunca tuve que hacer nada más que actuar", dijo a LT.com en 1990.

## Carrera
Tergesen comenzó su carrera con un pequeño papel en el piloto emitido en horario estelar de 1991, Sheriff interino.
Tergesen apareció en Wayne's World (1992) y Wayne's World 2 (1993), en la serie de 1994 Weird Science como Chester "Chett" Donnelly y en un papel recurrente en la primera temporada de Homicide: Life on the Street.
Interpretó a Tobias Beecher en Oz de HBO (1997), un papel aclamado por la crítica que interpretó hasta que la serie terminó en 2003. Sus créditos cinematográficos incluyen Point Break, Shaft, Monstruo, The Forgotten , The Texas Chainsaw Massacre: The Beginning, Cast A Hechizo mortal y Wild Iris. Ha hecho varias apariciones en programas de televisión como ER, Rescue Me, CSI: Investigación de la escena del crimen episodio 517, Criminal Minds episodio 511, The 4400, House , Law & Order y tres de sus spin-off, Law & Order: Criminal Intent, Law & Order: Special Victims Unit y Law & Order: LA. Interpretó a un SEAL de la Marina asesino, Larrick, en la temporada 2 de The Americans en la cadena de televisión FX.
Interpretó a un patrocinador de Alcohólicos Anónimos en la segunda temporada de Desperate Housewives, involucrándose sentimentalmente con Bree Van de Kamp. Apareció en la serie de USA Network Royal Pains y en las temporadas 4-5 de la serie Lifetime Network Army Wives. Interpretó a Evan Wright en la miniserie de HBO "Generation Kill".
Ha aparecido en el escenario en las producciones Off-Broadway de Long Lost (2019) de Donald Margulies y Rapture, Blister, Burn en 2012 en Playwrights Horizons, entre otros...

## Vida personal
Se casó con Yuko Otomo en 2011; su hija Lily nació el 5 de diciembre de 2012. El hermano de Turgesen, Chris (quien se desempeñó como supervisor musical en Oz), está casado con la actriz Toni Lewis.

## Filmografía

### Películas
Fuentes: allmovie.com
| Año  | Título                                     | Papel               | Notas |
| ---- | ------------------------------------------ | ------------------- | ----- |
| 1987 | Mind Benders                               | Crash Hopkins       |       |
| 1991 | Point Break                                | Rosie               |       |
| 1991 | Session Man                                | Neal                | Corto |
| 1992 | Wayne's World                              | Terry               |       |
| 1993 | Wayne's World 2                            | Terry               |       |
| 1997 | George B.                                  | Frank               |       |
| 1999 | Inferno                                    | Luke                |       |
| 2000 | Shaft                                      | Luger               |       |
| 2001 | The Boys of Sunset Ridge                   | Ben Thorpe (age 33) |       |
| 2001 | Mergers & Acquisitions                     | Isaac               |       |
| 2002 | Bark!                                      | Peter               |       |
| 2003 | Monster                                    | Vincent Corey       |       |
| 2004 | The Forgotten                              | Al Petalis          |       |
| 2005 | Extreme Dating                             | Hack                |       |
| 2006 | The Texas Chainsaw Massacre: The Beginning | Holden              |       |
| 2008 | Pineapple                                  | Bruce               |       |
| 2010 | Helena from the Wedding                    | Alex Javal          |       |
| 2011 | Silver Tongues                             | Gerry               |       |
| 2011 | 2ND Take                                   | Bobby               |       |
| 2012 | Red Tails                                  | Col. Jack Tomlinson |       |
| 2012 | No One Lives                               | Hoag                |       |
| 2012 | The Collection                             | Lucello             |       |
| 2014 | Desert Cathedral                           | Peter Collins       |       |
| 2015 | Tooken                                     | Bryan Millers       |       |
| 2016 | Equity                                     | Randall             |       |
| 2017 | The Yellow Birds                           | Jim Murphy          |       |
| 2017 | Norman Pinski Come Home                    | Dr. Vanderwal       | Corto |

### Televisión
Fuente: allmovie.com
| Año        | Título                                | Papel                       | Notas                                                                                  |
| ---------- | ------------------------------------- | --------------------------- | -------------------------------------------------------------------------------------- |
| 1990       | Law & Order                           | Clemens                     | Episodio: "Prescription for Death"                                                     |
| 1991       | The Killing Mind                      | Ron Donoho                  | Película de televisión                                                                 |
| 1991       | Acting Sheriff                        | Robbie                      | Piloto de televisión sin vender                                                        |
| 1991       | Cast a Deadly Spell                   | Larry Willis / Lilly Sirwar | Película de televisión                                                                 |
| 1993–1997  | Homicide: Life on the Street          | Chris Thormann              | Papel recurrente (temporadas 1, 3, 5)                                                  |
| 1994       | Up All Night                          | Chett Donnelly              | Episodio: "Zapped Again!/H.O.T.S."                                                     |
| 1994       | Philly Heat                           | Ivan Loki                   | Series de televisión                                                                   |
| 1994–1998  | Weird Science                         | Chester 'Chett' Donnelly    | Papel principal                                                                        |
| 1995       | JAG                                   | Gunnery Sgt. Gentry         | Episodio: "Brig Break"                                                                 |
| 1996       | Hudson Street                         | Larry Fetchko               | Episodio: "In the Line of Duty"                                                        |
| 1996       | Duckman                               | Chett Donnelly (voice)      | Episodio: "Color of Naught"                                                            |
| 1997       | Honey, I Shrunk the Kids: The TV Show | Carter                      | Episodio: "Honey, the House Is Trying to Kill Us"                                      |
| 1997       | Cracker                               | Dan Green                   | Episodio: "Sons and Lovers"                                                            |
| 1997–2003  | Oz                                    | Tobias Beecher              | Papel recurrente (temporada 1), principal (temporadas 2–6)                             |
| 1998       | Touched by an Angel                   | Blake Chapman               | Episodio: "Lady of the Lake"                                                           |
| 1999       | Saturday Night Live                   | Tobias Beecher              | Episodio: "Jerry Seinfeld/David Bowie"                                                 |
| 2000       | The Beat                              | Steve Dorigan               | Papel recurrente                                                                       |
| 2001       | Wild Iris                             | Lud van Eppy                | Película de televisión                                                                 |
| 2001       | Shot in the Heart                     | Frank Gilmore Jr.           | Película de televisión                                                                 |
| 2002       | Third Watch                           | Jared McKinley              | Episodio: "Sex, Lies & Videotape"                                                      |
| 2002       | Hack                                  | Carl Ginley                 | Episodio: "Pilot"                                                                      |
| 2003       | Queens Supreme                        | Tommy Ryan                  | Episodio: "One Angry Man"                                                              |
| 2003       | Law & Order: Criminal Intent          | Keith Ramsey                | Episodio: "Baggage"                                                                    |
| 2004       | Thief of Time                         | Randall Elliot              | Película de televisión                                                                 |
| 2004       | The 4400                              | Oliver Knox                 | Episodio: "Becoming"                                                                   |
| 2005       | The Exonerated                        | Walter Rhodes               | Película de televisión                                                                 |
| 2005       | CSI: Crime Scene Investigation        | Martin Hawkins              | Episodio: "Compulsion"                                                                 |
| 2005       | Rescue Me                             | Sully                       | Episodios: "Voicemail", "Harmony", "Balls"                                             |
| 2005       | Law & Order                           | Attorney Heller             | Episodio: "Ghosts"                                                                     |
| 2005       | Wanted                                | Eddie Drake                 | Papel principal                                                                        |
| 2006       | Desperate Housewives                  | Peter McMillan              | Papel de invitado (temporada 2)                                                        |
| 2006       | The Unit                              | Alex Deckard                | Episodio: "Extreme Rendition"                                                          |
| 2006       | Southern Comfort                      | Blue                        | Película de televisión                                                                 |
| 2007       | Masters of Horror                     | Layne                       | Episodio: "We All Scream for Ice Cream"                                                |
| 2007       | Law & Order: Criminal Intent          | Josh Lemle                  | Episodio: "30"                                                                         |
| 2007       | Bury My Heart at Wounded Knee         | Daniel Royer                | Película de televisión                                                                 |
| 2007       | Cane                                  | Lamont Samuels              | Episodio: "Pilot"                                                                      |
| 2007       | A.M.P.E.D.                            | Brian Spicer                | Película de televisión                                                                 |
| 2008       | Generation Kill                       | Evan Wright                 | Miniserie de televisión                                                                |
| 2008       | Life on Mars                          | Lee Crocker                 | Episodios: "The Real Adventures of the Unreal Sam Tyler", "The Man Who Sold the World" |
| 2009       | Cupid                                 | Clint                       | Episodio: "The Great Right Hope"                                                       |
| 2009       | The New Adventures of Old Christine   | Todd Watski                 | Episodios: "Notes on a 7th Grade Scandal", "The Old Maid of Honor"                     |
| 2009       | The Closer                            | Det. Nick Carey             | Episodio: "Products of Dicovery"                                                       |
| 2009       | Royal Pains                           | Zack Kingsley               | Episodio: "The Honeymoon's Over"                                                       |
| 2009       | House                                 | Roy                         | Episodio: "Instant Karma"                                                              |
| 2009       | Criminal Minds                        | Dale Shrader                | Episodio: "Retaliation"                                                                |
| 2010       | Law & Order: Special Victims Unit     | Billy Skags                 | Episodio: "Savior"                                                                     |
| 2010       | Lie to Me                             | Gordon Cook                 | Episodio: "Black and White"                                                            |
| 2010, 2015 | Castle                                | Marcus Gates                | Episodios: "3XK", "Reckoning"                                                          |
| 2010–2011  | Army Wives                            | Off. Clayton Boone          | Papel recurrente (temporada 4–5)                                                       |
| 2011       | Law & Order: LA                       | Patrick Denton              | Episodio: "Big Rock Mesa"                                                              |
| 2012       | A Gifted Man                          | Paul Curtis                 | Episodio: "In Case of Letting Go"                                                      |
| 2012       | The River                             | Russ Landry                 | Episodios: "Peaches", "Dr. Emmet Cole"                                                 |
| 2012       | The Big C                             | Kirby                       | Papel recurrente (temporada 3)                                                         |
| 2013       | Red Widow                             | Mike Tomlin                 | Papel principal                                                                        |
| 2013       | Drop Dead Diva                        | Sid Penar                   | Episodio: "The Real Jane"                                                              |
| 2013       | Copper                                | Philomen Keating            | Episodios: "I Defy Thee to Forget", "A Morning Song"                                   |
| 2013       | Person of Interest                    | Det. Peterson               | Episodio: "The Crossing"                                                               |
| 2013–2014  | Longmire                              | Ed Gorksi                   | Papel recurrente (temporadas 1–3)                                                      |
| 2014       | The Following                         | Kurt                        | Episodio: "Sacrifice"                                                                  |
| 2014       | The Americans                         | Andrew Larrick              | Papel recurrente (temporada 2)                                                         |
| 2014       | Forever                               | Hans Koehler                | Episodio: "Pilot"                                                                      |
| 2014       | The Blacklist                         | Frank Hyland                | Episodios: "Lord Baltimore", "Dr. Linus Creel"                                         |
| 2014       | Hawaii Five-0                         | Gordon Bristol              | Episodio: "Ka No'eau"                                                                  |
| 2014       | Alpha House                           | Col. Eugene Drake           | Episodios: "The Contest", "Shelter in Place", "The Nuptials"                           |
| 2014       | American Horror Story: Freak Show     | Vince                       | Episodios: "Bullseye", "Test of Strength", "Blood Bath"                                |
| 2015       | Defiance                              | Gen. Rahm Tak               | Papel recurrente (temporada 3)                                                         |
| 2016       | NCIS: New Orleans                     | Mike Spar                   | Episodio: "Father's Day"                                                               |
| 2016       | High Maintenance                      | Leo                         | Episodio: "Museebat"                                                                   |
| 2016       | The Strain                            | Tardi                       | Episodios: "First Born", "Gone But Not Forgotten", "The Battle of Central Park"        |
| 2016       | Blindspot                             | Patrick O'Malley            | Episodio: "Condone Untidiest Thefts"                                                   |
| 2016–2017  | The Get Down                          | Inspector Moach             | Episodios: "Seek Those Who Fan Your Flames", "Only from Exile Can We Come Home"        |
| 2016–2017  | Outcast                               | Blake Morrow                | Papel de invitado (temporadas 1–2)                                                     |
| 2016–2017  | Power                                 | Bailey Markham              | Episodios: "In My Best Interest", "The Kind of Man You Are", "We're in This Together"  |
| 2017       | Doubt                                 | Michael Slater              | Episodio: "Pilot"                                                                      |
| 2017–2018  | Gone                                  | Mel Foster                  | Papel recurrente                                                                       |
| 2018       | Jack Ryan                             | Stanley                     | Episodio: "Black 22"                                                                   |
| 2018       | The Purge                             | Joe Owens                   | Papel principal                                                                        |
| 2018       | Daredevil                             | Paxton Page                 | 2 episodios                                                                            |
| 2019       | Bull                                  | Prosecutor                  | Episodio: "Into the Mystic" (season 4)                                                 |
| 2019       | Watchmen                              | Mr. Shadow                  | Episodio: "She Was Killed by Space Junk"                                               |

## Premios y nominaciones
| Año  | Asociación                                         | Categoría                                | Trabajo nominado              | Resultado |
| ---- | -------------------------------------------------- | ---------------------------------------- | ----------------------------- | --------- |
| 1997 | Online Film & Television Association               | Mejor serie dramátic                     | Homicide: Life on the Streets | Nominado  |
| 1998 | Online Film & Television Association               | Mejor conjunto en una serie de cable     | Oz                            | Nominado  |
| 2002 | Bordeaux International Festival of Women in Cinema | Ola de oro al mejor actor                | Bark!                         | Ganador   |
| 2007 | Online Film & Television Association               | Mejor conjunto de película o miniserie   | Bury My Heart at Wounded Knee | Ganador   |
| 2008 | Online Film & Television Association               | Mejor conjunto de película o miniserie   | Generation Kill               | Ganador   |
| 2017 | Best Shorts Competition                            | Premio de Excelencia al Actor de Reparto | Norman Pinksi Come Home       | Ganador   |
| 2017 | IndieFEST Film Awards                              | Premio al Mérito al Actor de Reparto     | Norman Pinski Come Home       | Ganador   |